# Парламентские выборы в Исландии (2024)
Досрочные парламентские выборы состоялись в Исландии в субботу 30 ноября 2024 года для избрания всех 63 депутатов альтинга. Выборы являются 25-ми по счёту с тех пор, как Исландия была провозглашена республикой в Тингведлире 17 июня 1944 года и 6-ми после финансового коллапса 2008 года.
Досрочное голосование началось в четверг, 7 ноября, за 23 дня до выборов.
В списке избирателей  268 422 человека. Явка составила 80,2 %.

## Предыстория
После парламентских выборов 28 октября 2017 года, президент Гвюдни Йоуханнессон дал мандат на формирование правительства Катрин Якобсдоуттир, лидеру «Лево-зелёного движения». Была сформирована коалиция, в которую вошли «Лево-зелёное движение», консервативная Партия независимости и правоцентристская Прогрессивная партия. 30 ноября сформировано коалиционное правительство под руководством премьер-министра Катрин Якобсдоуттир.
Коалиция осталась у власти после парламентских выборов 25 сентября 2021 года. 28 ноября сформировано коалиционное правительство под руководством премьер-министра Катрин Якобсдоуттир.
9 апреля 2024 года Катрин Якобсдоуттир ушла в отставку для участия в президентских выборах 1 июня. Сформировано коалиционное правительство под руководством премьер-министра Бьярни Бенедиктссона, лидера Партии независимости.
13 октября премьер-министр Бьярни Бенедиктссон объявил о распаде коалиции из-за разногласий по поводу политики в отношении просителей убежища и видения будущего энергоэффективности, попросил президента Хадлу Тоумасдоуттир распустить альтинг и назначить выборы на 30 ноября.

## Избирательная система

Избирательные округа Исландии:
Рейкьявик-Север
Рейкьявик-Юг
Северо-западный избирательный округ
Северо-восточный избирательный округ
Южный избирательный округ
Юго-западный избирательный округ

63 депутата альтинга избираются на 4 года всеобщим равным прямым тайным голосованием по системе пропорционального представительства в шести многомандатных избирательных округах. Выборы являются 8-ми по счёту, которые проводятся по действующей системе избирательных округов:
| Избирательный округ                        | Выборы | Выборы | Выборы | Выборы | Выборы | Выборы | Выборы | Выборы |
| Избирательный округ                        | 2003   | 2007   | 2009   | 2013   | 2016   | 2017   | 2021   | 2024   |
| ------------------------------------------ | ------ | ------ | ------ | ------ | ------ | ------ | ------ | ------ |
| Рейкьявик-Север Reykjavíkurkjördæmi norður | 11     | 11     | 11     | 11     | 11     | 11     | 11     | 11     |
| Рейкьявик-Юг Reykjavíkurkjördæmi suður     | 11     | 11     | 11     | 11     | 11     | 11     | 11     | 11     |
| Северо-западный Norðvesturkjördæmi         | 10     | 9      | 9      | 8      | 8      | 8      | 8      | 7      |
| Северо-восточный Norðausturkjördæmi        | 10     | 10     | 10     | 10     | 10     | 10     | 10     | 10     |
| Южный Suðurkjördæmi                        | 10     | 10     | 10     | 10     | 10     | 10     | 10     | 10     |
| Юго-западный Suðvesturkjördæmi             | 11     | 12     | 12     | 13     | 13     | 13     | 13     | 14     |

Для округов выделяются 54 мандата, остальные 9 резервируются в качестве «уравнивающих». Центральная избирательная комиссия распределяет 9 «уравнивающих мандатов». Для этого все пропавшие в округах голоса избирателей, поданные за партии, суммируются в целом по стране, чтобы каждая из них «дополучила» недостающие ей мандаты в соответствии с принципом пропорциональности. Партии, которые не собрали 5 % голосов избирателей во всей стране, не могут участвовать в распределении «уравнивающих мандатов».
54 мандата в округах распределяются по методу Д’Ондта.
Для получения выплат из казны на следующий избирательный срок партия должна получить 2,5 % голосов.

## Список кандидатов
В выборах участвуют 11 политических партий, из которых 10 баллотируются во всех шести избирательных округах. «Ответственное будущее» баллотируется в одном округе — Рейкьявик-Север.
| Название | Название | Название                                                     | Лидер                           | Прошлый результат | Прошлый результат |
| Название | Название | Название                                                     | Лидер                           | Доля голосов      | Мест получено     |
| -------- | -------- | ------------------------------------------------------------ | ------------------------------- | ----------------- | ----------------- |
|          | D        | Партия независимости Sjálfstæðisflokkurinn                   | Бьярни Бенедиктссон             | 24,4 %            | 16 из 63          |
|          | B        | Прогрессивная партия Framsóknarflokkurinn                    | Сигюрдюр Инги Йоуханнссон       | 17,3 %            | 13 из 63          |
|          | V        | «Лево-зелёное движение» Vinstrihreyfingin — grænt framboð    | Свандис Сваварсдоуттир          | 12,6 %            | 8 из 63           |
|          | S        | «Социал-демократический альянс» Samfylkingin                 | Криструн Фростадоуттир          | 9,9 %             | 6 из 63           |
|          | F        | Народная партия Flokkur Fólksins                             | Инга Сайланд                    | 8,8 %             | 6 из 63           |
|          | P        | Пиратская партия Pírataflokkurinn                            | Тоурхильдюр Сюнна Айварсдоуттир | 8,6 %             | 6 из 63           |
|          | C        | «Возрождение» Viðreisn                                       | Торгердюр Катрин Гюннарсдоуттир | 8,3 %             | 5 из 63           |
|          | M        | Партия Центра Miðflokkurinn                                  | Сигмюндюр Давид Гюннлёйгссон    | 5,4 %             | 3 из 63           |
|          | J        | Исландская социалистическая партия Sósíalistaflokkur Íslands | Санна Магдалена Мёртюдоуттир    | 4,1 %             | 0 из 63           |
|          | Y        | «Ответственное будущее» Ábyrg framtíð                        | Йоуханнес Лофтссон              | 0,1 %             | 0 из 63           |
|          | L        | Демократическая партия Lýðræðisflokkurinn                    | Арнар Тор Йоунссон              | Новая             | Новая             |

## Гендерный состав кандидатов
Всего в выборах участвуют 1213 кандидатов. Это меньше, чем на прошлых выборах (1282) и на выборах 2013 года (1512).
Всего в выборах участвуют 643 мужчины (53 % кандидатов) и 569 женщин (47 %). Также в списках заявлен один кандитат как квир.
В списках Прогрессивной партии и «Возрождения» по 63 женщины и 63 мужчины. 68 мужчин и 58 женщин являются кандидатами от Партии независимости, 66 мужчин и 60 женщин являются кандидатами от Народной партии. В списке кандидатов от Социалистической партии 68 мужчин и 55 женщин. От Демократической партии в списке 53 мужчины и 18 женщин, а от Партии Центра — 83 мужчины и 43 женщины. От Пиратской партии баллотируется 51 мужчина, 70 женщин и один квир, в списке «Социал-демократического альянса» — 61 мужчина и 65 женщин, от «Лево-зелёного движения» баллотируются 55 мужчин и 71 женщина.
«Ответственное будущее» баллотируется в одном округе — Рейкьявик-Север. В списке 11 мужчин и три женщины.
Женщины возглавляют в общей сложности 24 списка кандидатов в шести округах, а мужчины — 37. У пяти партий («Социал-демократический альянс», Партия независимости, Прогрессивная партия, «Лево-зелёное движение» и Пиратская партия) списки возглавляют в равной степени мужчины и женщины. У «Возрождения» списки возглавляют 4 женщины и 2 мужчины, а у Партии Центра, Социалистической партии и Народной партии — 4 мужчины и 2 женщины. Мужчины возглавляют списки Демократической партии во всех шести избирательных округах. «Ответственное будущее» баллотируется в одном округе — Северный Рейкьявик, список возглаляет мужчина.
В одном избирательном округе женщины составляют большинство лидеров списков: Рейкьявик-Юг. В Северо-западном и Южном округах на высших позициях столько же женщин, сколько и мужчин, а в трёх остальных округах большинство лидеров в списках — мужчины. Самая большая гендерная разница наблюдается в Северо-восточном избирательном округе, где мужчины возглавляют девять из десяти списков.

## Результат
|          |                                    |              |               |
| Название | Название                           | Доля голосов | Мест получено |
|          | «Социал-демократический альянс»    | 20,8 %       | 15 (▲+9)      |
|          | Партия независимости               | 19,4 %       | 14 (▼-2)      |
|          | «Возрождение»                      | 15,8 %       | 11 (▲+6)      |
|          | Народная партия                    | 13,8 %       | 10 (▲+4)      |
|          | Партия Центра                      | 12,1 %       | 8 (▲+5)       |
|          | Прогрессивная партия               | 7,8 %        | 5 (▼-8)       |
|          | Исландская социалистическая партия | 4,0 %        | 0 (0)         |
|          | Пиратская партия                   | 3,0 %        | 0 (▼-6)       |
|          | «Лево-зелёное движение»            | 2,3 %        | 0 (▼-8)       |
|          | Демократическая партия             | 1,0 %        | 0 (новая)     |
|          | «Ответственное будущее»            | 0,0 %        | 0 (0)         |

Произошло наибольшее обновление альтинга за последние 65 лет, с выборов 1959 года. Избрано впервые 33 депутата.
По закону после парламентских выборов обязанности председателя альтинга, не переизбранного, со дня выборов до заседания парламента исполняет следующий по очереди переизбранный заместитель. Председатель Биргир Аурманнссон от Партии независимости не баллотировался, как и 1-й заместитель Оддни Хардардоуттир от «Социал-демократического альянса». 2-й заместитель Линейк Анна Сайварсдоуттир от Прогрессивной партии не была переизбрана. Единственной переизбранной из заместителей и исполняющей обязанности председателя на несколько недель после выборов (до избрания нового председателя) стала 3-й заместитель Аустильдюр Лоуа Тоурсдоуттир (Ásthildur Lóa Þórsdóttir) от Народной партии.
«Лево-зелёное движение» и Пиратская партия лишились представительства в альтинге.
10,3 % голосов пропали, то есть отданы за партии, не прошедшие в альтинг. Рекорд по количеству пропавших голосов был установлен на выборах 2013 года, когда доля пропавших голосов составила около 12 %. Профессор политологии Исландского университета Оулавюр Хардарсон (Ólafur Þ. Harðarson) утверждает, что обычно доля пропавших голосов составляет 2—5 %.
Правящие партии (Партия независимости, Прогрессивная партия, «Лево-зелёное движение») потеряли в сумме 23,1 % голосов и 18 мест в альтинге. Партия независимости получила наименьшее число мест за свою историю.
3 декабря президент Хадла Тоумасдоуттир вручила мандат на формирование правительства Криструн Фростадоуттир, председателю партии «Социал-демократический альянс», набравшей наибольшее число голосов на выборах. Криструн Фростадоуттир начала переговоры с «Возврождением» и Народной партией. Новое правительство сформировано без участия хотя бы одной из правящих в предыдущий избирательный срок партий. Такое случалось только дважды в истории республики, если исключить недолговечные однопартийные правительства меньшинства, которые обычно существовали только до выборов после краха предыдущего правительства.
Кабинет Криструн Фростадоуттир начал работу 21 декабря.